# Samad Behrangi
Samad Behrangi (en persa: صمد بهرنگی‎, Tabriz  24 de junio de 1939 - río Aras, 31 de agosto de 1967) fue un profesor, folclorista, traductor, crítico social y escritor de cuentos cortos iraní. Es famoso por sus cuentos para niños cargados de temas sociales, particularmente de El pecesito negro. Influenciado por las predominantes ideologías de izquierda comunes entre los intelectuales iraníes de su época, sus libros generalmente muestran la vida de los niños en zonas pobres urbanas y alientan al individuo a cambiar sus circunstancias por iniciativa propia.

## Vida
Samad nació en el seno de una familia iraní azerbaiyana de clase baja. Hijo de Ezzat y Sara, con dos hermanos y tres hermanas. Su padre era obrero estacional y sus ingresos nunca eran suficientes; un día dejó Irán y nunca regresó. Behrangi terminó su escuela primaria y tres años de secundaria antes de matricularse a una escuela de entrenamiento de maestros, cuyo programa concluyó en 1957. Así, con pocos años de estudio se convirtió en maestro a los 18 años, profesión que desempeñó toda su vida en Azerbaiyán Oriental. Durante los siguientes once años, enseñó el idioma persa en escuelas rurales de lo que actualmente sería el municipio de Azarshahr, en Azerbaiyán iraní. Durante este tiempo alcanzó el grado de Bachelor of Arts en Inglés de la Universidad de Tabriz.
Behrangi creía que todo el material del sistema educativo estaba desactualizado y era poco entendible para los niños iraníes, particularmente de las zonas rurales, por lo que intentó enseñar con el suyo propio, con la intención de crear algo que reflejara mejor la realidad y fuera más familiar a los niños del campo. Empezó a publicar historias en 1960 y después también a traducir del inglés y el turco al persa y del persa al turco. Argumentando que era maleducado, fue expulsado de su cargo de educador de escuela superior y asignado a una escuela primaria. Mientras sus trabajos crecían, mismos que fueron prohibidos por el gobierno del sha, fue acusado y perseguido por sus ideas políticas, y eventualmente suspendido de la enseñanza. 
Después de un tiempo su sentencia fue derogada y retornó a las escuelas, donde apoyó protestas estudiantiles. Como no tenía permitido publicar sus trabajos en su preferido idioma azerí tuvo que traducirlos al persa para que estuvieran disponibles en Irán.
Sus estudios en folklore fueron hechos con ayuda  de su colega Behrooz Dehghani, quien publicó algunos de los trabajos de Behrangi luego de su temprano fallecimiento. Behrangi también hizo algunas traducciones al azerí de poemas en persa de Ahmad Shamlou, Forugh Farrojzad y Mehdi Akhavan-Sales.

## Fallecimiento y legado
Behrangi se ahogó en el Río Aras a la edad de 28 años. Muchos culparon de su muerte al régimen Pahlaví. Se dice que un oficial del ejército, Hamzeh Farahati, fue visto con él cuando se ahogó, aunque el mismo era amigo cercano de Behrangi y compartía sus ideas izquierdistas. Farahati se defendió en sus memorias y en una entrevista para Voz de América, dejando en claro que Samad se ahogó y no fue asesinado por el SAVAK.
Su inesclarecida muerte e ideas políticas lo elevaron a la condición de mártir en Irán, junto con otros activistas y pensadores que murieron en circunstancias misteriosas en la misma región, llegando su rostro a convertirse en unos de los estandartes de la resistencia al régimen. Su popularidad continuó tras la Revolución iraní en 1979, con sus cuentos siendo reproducidos frecuentemente hasta las década de los 90.

## Obras
Sus cuentos infantiles más famosos fueron publicados póstumamente, entre ellos su obra más destacada: El pecesito negro (persa: ماهی سیاه کوچولو), que cuenta el viaje de un pececito desde un riachuelo hasta el océano. Este es considerado una alegoría política, llegando a ser prohibido en Irán antes de la revolución de 1979. Aparte de cuentos para niños, escribió muchos ensayos pedagógicos, traducciones de escritores y poetas iraníes y coleccionó y publicó varios fragmentos de la literatura oral Azerbaiyana. Entre otras obras importantes se hallan:
- Un durazno, mil duraznos (1969).
- 24 horas sin descanso (1969).
- Kachal el cuidador de palomas.
- Investigaciones en los problemas educacionales de Irán (کندوکاو در مسائل تربیتی ایران ).
- Ulduz y la muñeca parlante.
- Ulduz y los cuervos.
- Talkhoon.